# Lougoua
Lougoua est une commune rurale située dans le département de Samogohiri de la province de Kénédougou dans la région des Hauts-Bassins au Burkina Faso.

## Géographie
Lougoua est localisé à 5 km au nord-ouest de Samogohiri.

## Santé et éducation
Le centre de soins le plus proche de Lougoua est le centre de santé et de promotion sociale (CSPS) de Samogohiri.